# Rio Budieni
O Rio Budieni é um rio da Romênia afluente do Rio Zlast, localizado no distrito de Gorj.